# Parmenonta fulvosticta
Parmenonta fulvosticta là một loài bọ cánh cứng trong họ Cerambycidae.